# Ammothella rotundata
Ammothella rotundata là một loài nhện biển trong họ Ammotheidae. Loài này thuộc chi Ammothella. Ammothella rotundata được miêu tả khoa học năm 1988 bởi Child.